# Union libre (émission de télévision)
Pour les articles homonymes, voir Union libre (homonymie).
Union Libre est une émission de télévision créée et animée par Christine Bravo et diffusée sur France 2 du 3 octobre 1998 au 29 juin 2002. Cette émission a eu un remake en 2005 nommé Encore plus libre d'abord présenté par Nagui puis par Karine Le Marchand.

## Le principe
Un groupe de chroniqueurs qui représentent chacun un pays différent de l'Union européenne présente une particularité ou une nouveauté de leur patrie.

## Histoire
Avant l'arrivée de l'émission à la télévision française, l'ancien ministre chargé des Affaires européennes Pierre Moscovici ne souhaite pas donner une enveloppe de peur que l'émission ne marche pas.
L'émission est d'abord programmée le 3 octobre 1998, en deuxième partie de soirée, le samedi toutes les deux semaines, en alternance avec Tout le monde en parle de Thierry Ardisson. Personne ne croyait à cette émission mais elle a un très grand succès dès les premières émissions (environ 4 millions de téléspectateurs). Elle passera en access prime-time, le samedi, en septembre 1999, et rencontrera le même succès. Malgré un public toujours présent, Christine Bravo arrête l'émission le 29 juin 2002 ; cette dernière est remplacée par Douce France,,.

## Les chroniqueurs
| Pays        | Chroniqueur        | années                  |
| ----------- | ------------------ | ----------------------- |
| Allemagne   | Anette Burgdorf    | 1998 - 2002             |
| Belgique    | Dominique Dislaire | 1998 - 2002             |
| Espagne     | Jezabel Valero     | 1998 - 2000             |
| Espagne     | Maria Martin       | 2000 - 2001             |
| Espagne     | Luis Martinez Saiz | 2001 - 2002             |
| Finlande    | Heikki Cantel      | 1998 - 2002             |
| Grèce       | Nikos Aliagas      | 1998 - 2001             |
| Grèce       | Olia Lydaki        | 10 novembre 2001 - 2002 |
| Irlande     | Louisa Mac Mahon   | 1998 - 2002             |
| Italie      | Ilario Calvo       | 1998 - 2002             |
| Pays-Bas    | Martineke Kooistra | 1998 - 2002             |
| Portugal    | Jorge Silva        | 1998 - 2002             |
| Royaume-Uni | David Lowe         | 1998 - 2000             |
| Royaume-Uni | Ray Cokes          | 2000 - 2002             |
| Suède       | Erik Svensson      | 1998 - 2002             |

## Versions étrangères
La version polonaise d'Union libre, Europa da się lubić (pl), animée par Monika Richardson, est très populaire. L'émission est créée en 2003 et a disparu en 2008 et en 2019. 
Une version hongroise a également vu le jour sous le titre Fantasztikus Európa (« L'Europe fantastique »), présentée par Sándor Friderikusz (hu) sur TV2 en 2002 (avant le référendum hongrois sur l'adhésion à l'Union européenne, qui s'est tenu en 2003).